# Driopea excavatipennis
Driopea excavatipennis là một loài bọ cánh cứng trong họ Cerambycidae.